# Essai d’affaissement au cône d’Abrams

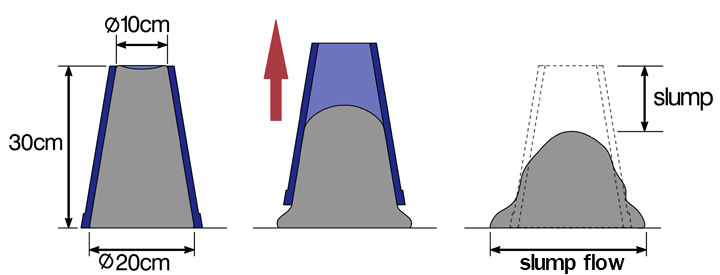
Schématisation de l'essai d’affaissement au cône d’Abrams

L’essai d’affaissement au cône d’Abrams est un essai réalisé sur le béton de ciment frais peu fluide pour déterminer sa consistance. L’affaissement est aussi connu sous le nom de slump provenant de l’anglais.
La norme NF EN 12350-2 décrit cet essai.

## Mode opératoire

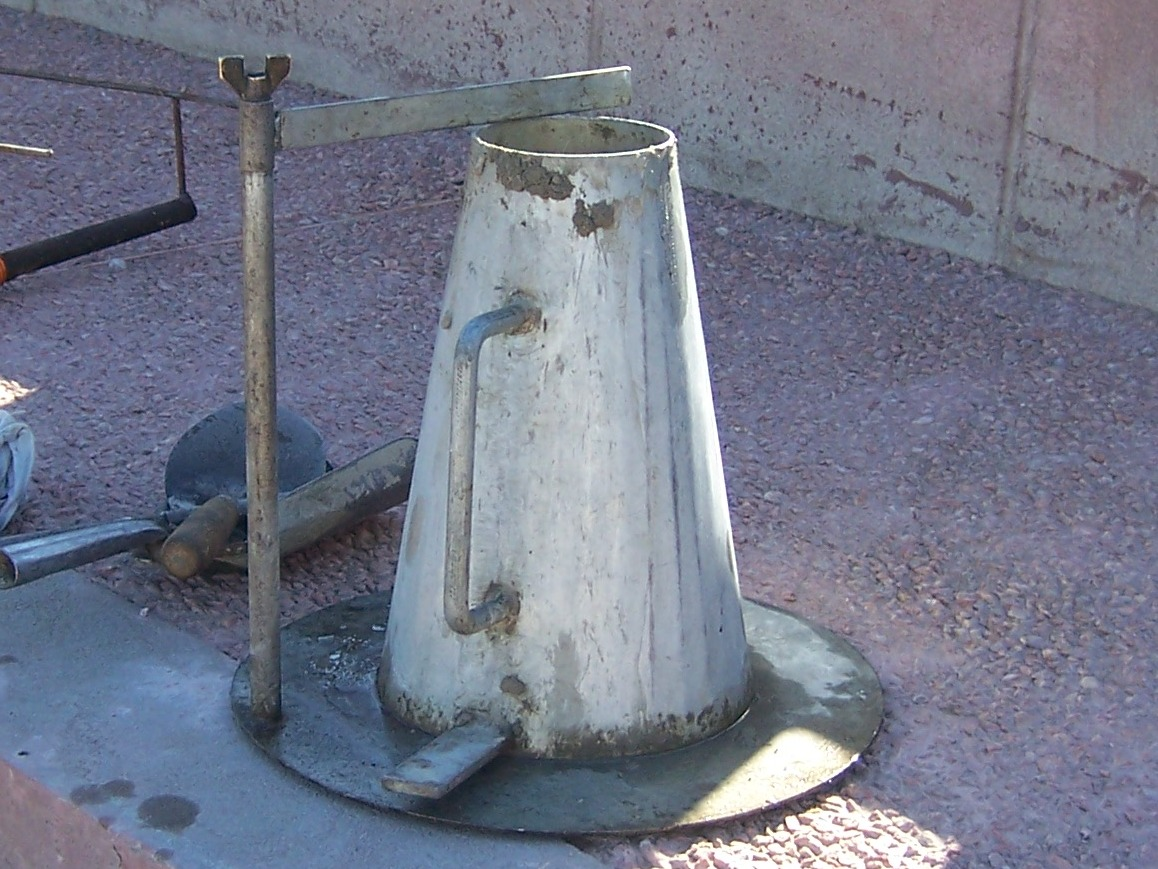
Cône d'Abrams

Pour réaliser cet essai une plaque et un cône d'Abrams sont utilisés :
- la plaque est en acier et a une surface dure et non-absorbante ;
- le cône d'Abrams est un cône en acier galvanisé. Il a un diamètre intérieur à sa base de 200 mm, un diamètre intérieur à son sommet de 100 mm et une hauteur de 300 mm[2]. Il porte le nom de son inventeur Duff Abrams[3] ;
- une tige d'acier lisse de diamètre 16 mm et à extrémité arrondie.

L’essai se déroule en suivant les étapes suivantes :
- le cône d’Abrams est placé puis fixé sur la plaque ;
- le cône est rempli avec du béton frais en trois fois. À chaque fois, chaque couche est piquée par 25 coups à l'aide de la tige ;
- le cône est arasé avec une tige ;
- le cône est levé immédiatement, verticalement et doucement en le tournant un peu pour le démouler ;
- l’affaissement du béton frais est mesuré.

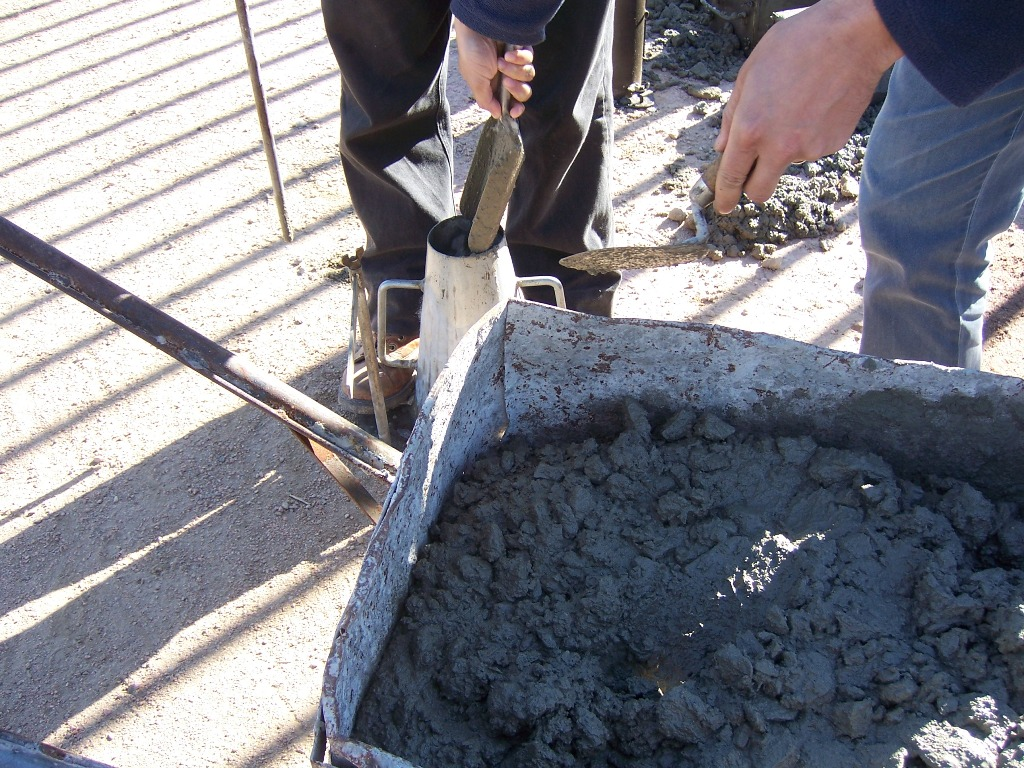
Remplissage
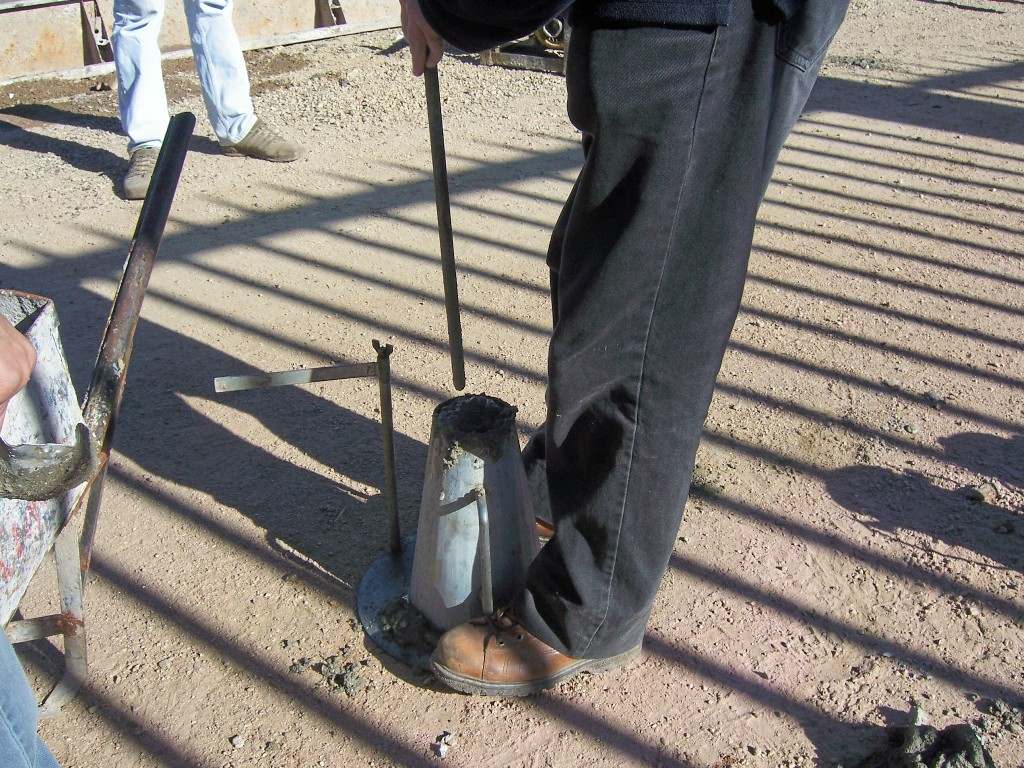
Piquage
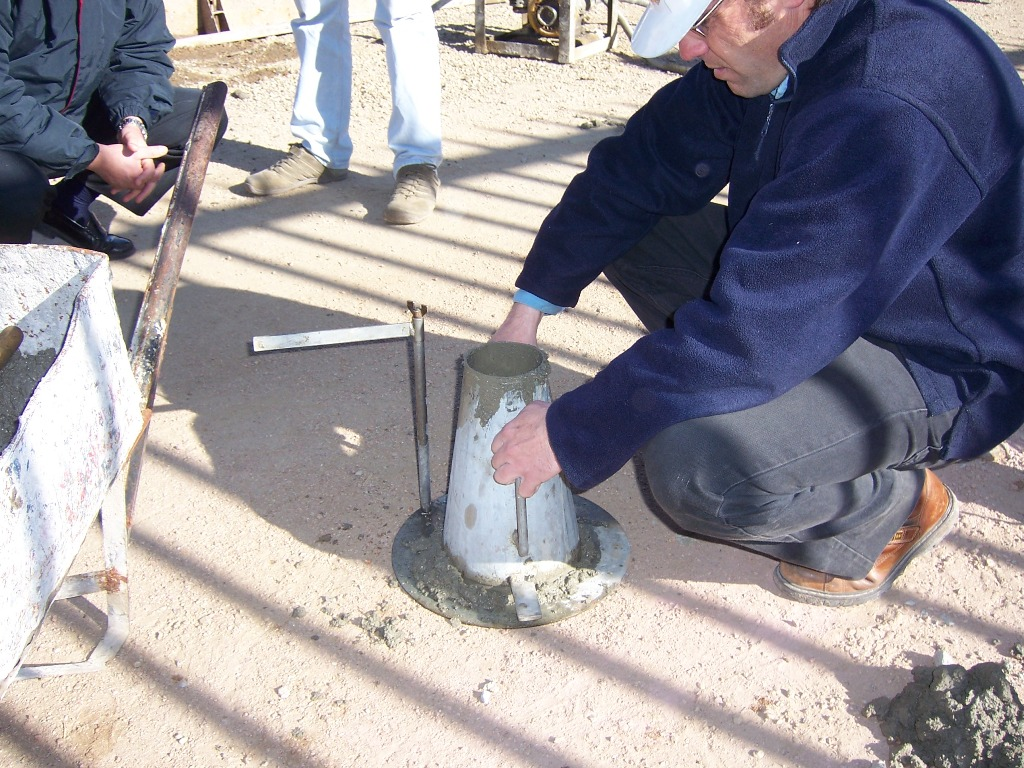
Démoulage
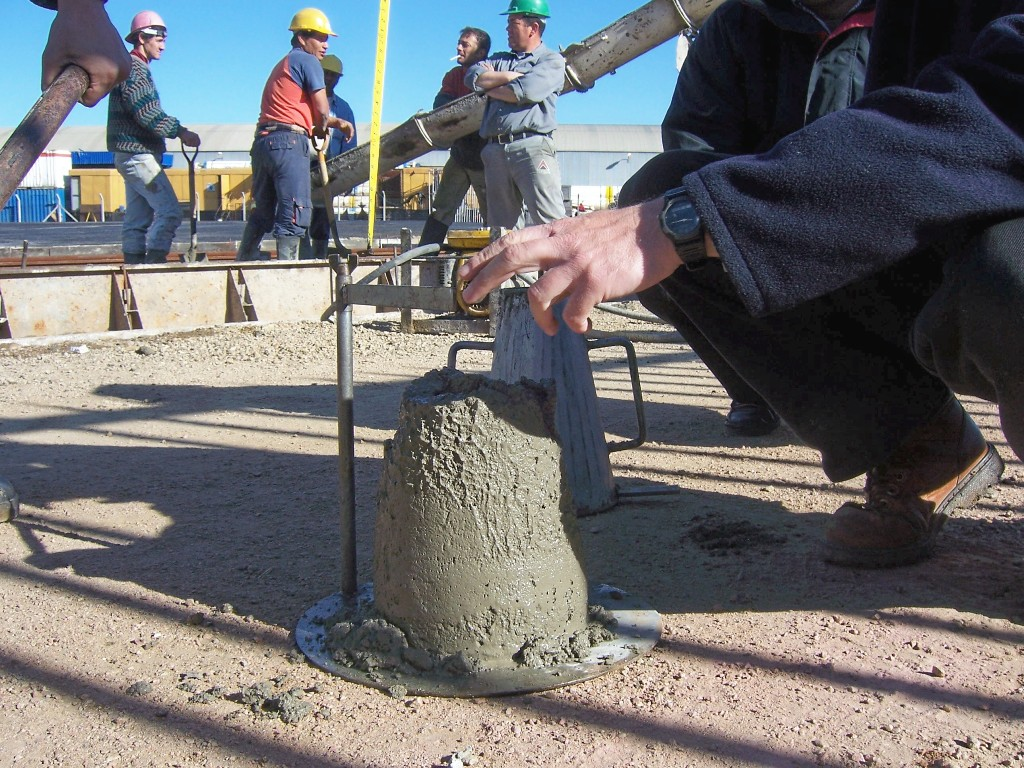
Mesure de la hauteur

L'affaissement est la distance mesurée entre le sommet du cône et le haut du béton affaissé.

## Interprétation des résultats
L’affaissement peut prendre différentes formes
 :
- un effondrement complet du béton ;
- un affaissement par cisaillement, la partie supérieure du béton cisaille et glisse latéralement ;
- un véritable affaissement, le béton s'abaisse simplement, en gardant plus ou moins de forme.

Plus l’affaissement est élevé, plus le béton est fluide.
La norme NF EN 206 classe l’affaissement du béton en cinq groupes :
| Classe | Affaissement en mm | Propriété du béton frais                               | Utilisations                                        |
| ------ | ------------------ | ------------------------------------------------------ | --------------------------------------------------- |
| S1     | 10 – 40            | Ferme, très secs et peu maniable                       | Fabrication de routes, fondations à armature légère |
| S2     | 50 – 90            | Plastique, à humidité moyenne et à maniabilité moyenne | Béton armé normal placé avec vibration              |
| S3     | 100 – 150          | Très plastique, très humide et à maniabilité élevée    |                                                     |
| S4     | 160 – 210          | Fluide, très humide et à maniabilité élevée            |                                                     |
| S5     | ≥ 220              | Très fluide, très humide et à maniabilité élevée       |                                                     |

En dessous de 10 mm, l’essai d’affaissement au cône d’Abrams peut être remplacé par l’essai Vébé.
Au-dessus de 220 mm, on parle de béton autoplaçant et l’essai d’affaissement au cône d’Abrams est remplacé par l’essai d’étalement au cône d’Abrams.